# Telefone
Telefone, właśc. José de Almeida Neto (ur. 21 lipca 1901 w Rio de Janeiro) – piłkarz brazylijski, grający na pozycji środkowego obrońcy.
Telefone całą karierę piłkarską spędził w klubie CR Flamengo, w którym grał w latach 1919–1925. Największymi sukcesami w karierze klubowej Telefone było trzykrotne zdobycie mistrzostwa Stanu Rio de Janeiro – Campeonato Carioca w 1920, 1921 i 1925 roku.
Telefone wziął udział w turnieju Copa América 1920. Brazylia zajęła trzecie miejsce, a Telefone zagrał w meczach z Argentyną i Urugwajem. Rok później ponownie uczestniczył w turnieju Copa América, na którym Brazylia zajęła drugie miejsce. Telefone zagrał na tych mistrzostwach we wszystkich trzech meczach z Argentyną, Paragwajem i Urugwajem. Łącznie zagrał w barwach canarinhos pięć razy.
Od 29 maja 1921 do 23 lipca 1922 Telefone był grającym trenerem Flamengo.